# Henri Orban-Rossius

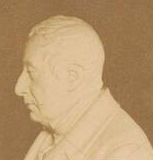
Henri Orban-Rossius

Henri-Joseph Orban, gewoonlijk Orban Rossius (Luik, 30 november 1779 - 5 december 1846), was een industrieel en lid van het Belgisch Nationaal Congres.

## Levensloop
Henri-Joseph Orban is een van de belangrijke namen uit het industrieel verleden van België. Zijn vader was geboren in een landbouwersgezin en was rijk geworden door handel te drijven tijdens de continentale blokkade, meer bepaald in cichorei (als surrogaat voor koffie). Daarnaast had hij veel verdiend aan het speculeren op assignaten. Zijn winsten investeerde hij in de aankoop van nationale goederen. Henri-Joseph volgde in zijn voetsporen en bouwde een industrieel complex uit, waarin verschillende familieleden zich onderscheidden. Het ging onder meer over de
- Charbonnages de Bonne-Fin in Angleur
- Smelterijen St. Ode et Prelle (Luxemburg)
- Hoogovens De Grivegnée, Grivegnée bij Luik
- Charbonnages Romain-Kessales, Jemeppe-sur-Meuse
- Charbonnages Bon Buveur

De bedrijven werden met de meest moderne apparatuur en machines uitgerust en daarrond ontstonden allerhande werkplaatsen. Zo was Orban een van de eersten om metalen schepen te bouwen op zijn scheepswerven.
Hij was al lid geweest van de Provinciale Staten van  de Nederlandse provincie Luik en van de gemeenteraad van Luik, toen hij tot lid werd verkozen van het Nationaal Congres. Hij stemde voor de onafhankelijkheidsverklaring maar tegen de eeuwigdurende uitsluiting van de Nassaus, wat hem uiteraard in de categorie van de orangisten deed rangschikken. Hij bleef slechts een maand lid en in zijn ontslagbrief van 11 december deelde hij mee dat zijn Luikse industriële activiteiten hem te zeer in beslag namen en het hem onmogelijk maakten het hem toevertrouwde mandaat naar behoren uit te voeren.
In 1831 pleitte hij, samen met 45 Luikse industriëlen, voor de restauratie van koning Willem I der Nederlanden. Zijn huis werd geplunderd door de aanhangers van de Association.
Hij werd later nog voorzitter van de Kamer van Koophandel van Luik en bleef dit tot aan zijn dood.
Orban trouwde tweemaal, eerst met Claire de Xhenemont, vervolgens met Thérèse de Rossius-Humain en kreeg vijftien kinderen. Verschillende zonen speelden een belangrijke industriële rol, zoals Henri-Joseph Orban (°1808), Gustave Orban (°1812), Eugène Orban (°1814), Léon Orban (1822-1905) en Jules Orban (°1826). Zij en hun zussen trouwden met leden van onder meer de voorname families Lamarche, Nagelmackers en Simonis. Tot dezelfde 'clan' behoorde de beroemde schoonzoon van Henri-Joseph, Walthère Frère-Orban (1812-1896).